# 寺原孝明
寺原孝明（Terahara Takaaki）（1948年10月6日—），日本电影和戏剧音乐作曲家 。他为動漫《少女革命》創作的歌曲获得了主流關注，并為由丸尾末廣的漫画《少女椿》改編而成的電影編寫音樂。